# Jean Cerf
Jean Cerf (* 1928) ist ein französischer Mathematiker, der sich mit Topologie beschäftigt.
Cerf studierte an der École normale supérieure in Paris und promovierte bei Henri Cartan. Er war dann Maître de conférences an der Universität Lille und dann Professor an der Faculté de Science der Universität Paris-Süd in Orsay. Daneben war er Directeur de recherche des CNRS.
Cerf arbeitete über Differentialtopologie und symplektische Topologie. In der nach ihm benannten Cerf-Theorie werden in der Differentialtopologie 1-parametrige Familien stetiger Funktionen auf Mannigfaltigkeiten betrachtet, die Morsefunktionen verallgemeinern. Damit zeigte Cerf, dass Diffeomorphismen der 3-Sphäre isotop zu Isometrien der 3-Sphäre sind. Die Theorie wird auch im Kirby-Kalkül von Robion Kirby verwendet.
1966 war er Gastredner auf dem Internationalen Mathematikerkongress in Moskau (Isotopie et Pseudo-Isotopie). Zu seinen Doktoranden zählt der Topologe François Laudenbach. 1971 war er Präsident der Société Mathématique de France.

## Verweise
1. ↑  Cerf Sur les difféomorphismes de la sphère de dimension trois ({\displaystyle \Gamma _{4}=0}), Lecture Notes in Mathematics, Bd. 53. Springer 1968, „La stratification naturelle des espaces de fonctions différentiables réelles et le théorème de la pseudo-isotopie“, IHES Publ., Bd. 39, 1970, S. 5–173.

| Personendaten    | Personendaten              |
| ---------------- | -------------------------- |
| NAME             | Cerf, Jean                 |
| KURZBESCHREIBUNG | französischer Mathematiker |
| GEBURTSDATUM     | 1928                       |